# Brunik
Brúnik je potok, levi pritok Polskave na vzhodnem Pohorju. Izvira v gozdu na vzhodnem pobočju Lobanškovega kogla in teče po ozki grapi najprej proti jugovzhodu, v spodnjem toku pa se obrne proti jugu. Dolina je skoraj v celoti v gozdu, neposeljena, spodnji deli pobočij so strmi, nekoliko više se pobočja položijo in tam so razložene velike pohorske kmetije, obdane s travniki in pašniki. Vrezana je v metamorfne kamnine (večinoma gnajs), vmes se pojavljajo leče marmorja; v eni takšnih leč je ob Brunikovem levem pritoku manjše brezno (Vešnerjeva jama).
Potok teče ves čas po lepi naravni strugi, deloma po živoskalni podlagi in deloma po lastnih prodnih naplavinah. Vanj se z obeh strani stekajo kratke in strme grape, v samem dolinskem dnu je le tu in tam nekaj naplavne ravnice.